# Ermida da Santíssima Trindade (São Mateus)
A Ermida da Santíssima Trindade é uma Ermida portuguesa localizada na freguesia de São Mateus, concelho da Madalena do Pico, na ilha do Pico, no arquipélago dos Açores.